# Holenderski Instytut Badań Kosmicznych SRON

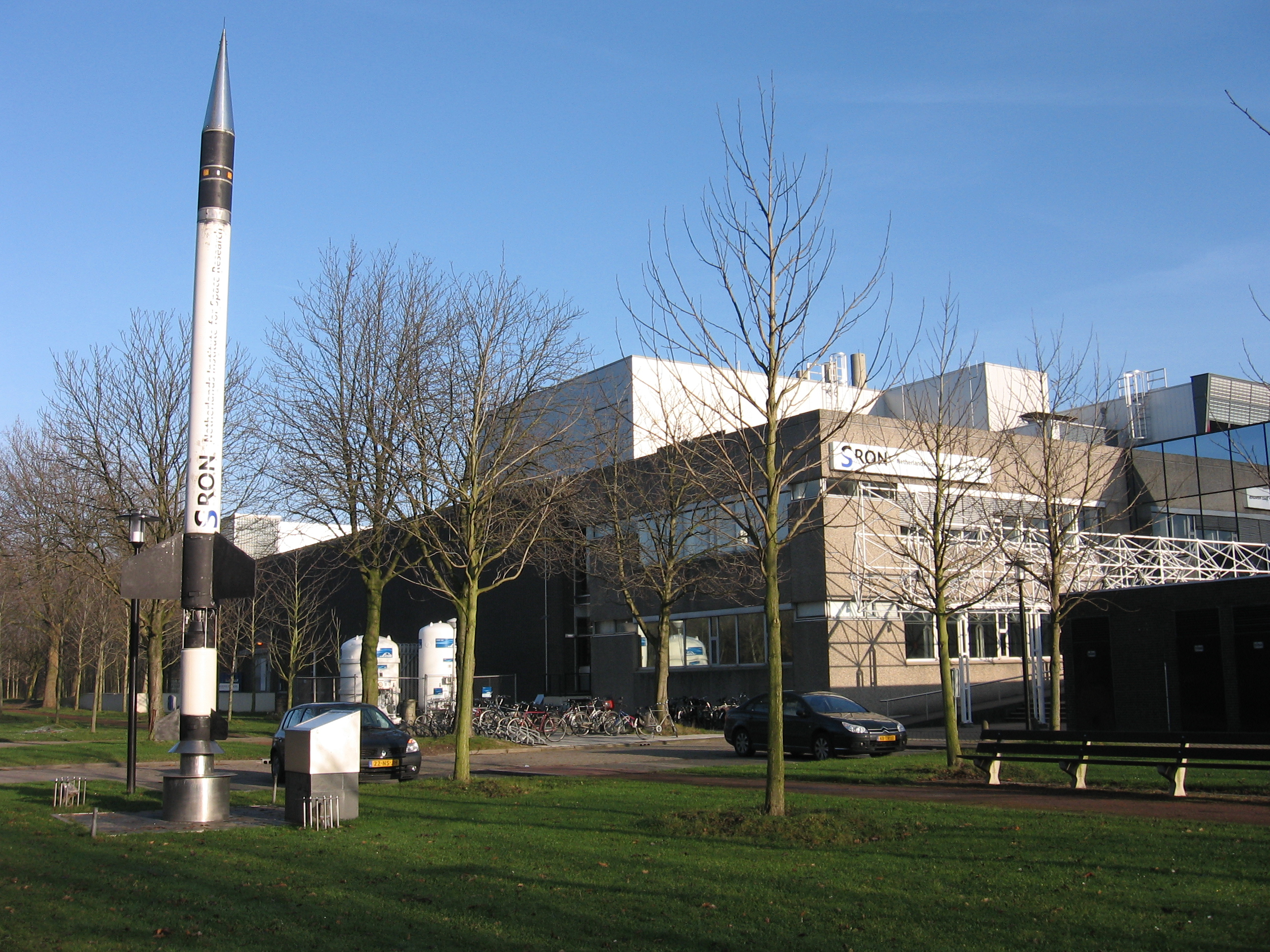
Holenderski Instytut Badań Kosmicznych SRON w Utrechcie

Holenderski Instytut Badań Kosmicznych SRON powstał w 1983 r. w Groningen w Holandii, pierwotnie pod holenderską nazwą Stichting RuimteOnderzoek Nederland (w skrócie SRON). W 2005 r., ze względu na szeroką współpracę międzynarodową, która prowadzona jest głównie w języku angielskim – został oficjalnie przemianowany na nazwę w języku angielskim, z zachowaniem skrótu nazwy holenderskiej: SRON Netherlands Institute for Space Research. Jest częścią Holenderskiej Organizacji Badań Naukowych (hol. Nederlandse Organisatie voor Wetenschappelijk Onderzoek (NWO)).

## Misja
Misją Instytutu jest projektowanie i rozwijanie światowej klasy innowacyjnych instrumentów kosmicznych służących do badań astrofizycznych i zorientowanych na Ziemię oraz analizowanie danych dostarczanych przez te instrumenty w celu wykorzystania ich do badań zaawansowanych.
SRON ma ambicję być głównym instytutem badawczym (ang. PI-institute, Principal Investigators Institute) w celu rozwijania, z wykorzystaniem najnowszych osiągnięć w tej dziedzinie, instrumentów wchodzących w skład wyposażenia satelitów dla misji badawczych ESA, NASA i innych agencji kosmicznych.
Instytut działa jako narodowe centrum ekspertyz dla badań kosmicznych w Holandii.

## Główne kierunki badań
Główne kierunki badań to: astrofizyka niskich energii, astrofizyka wysokich energii, skład i chemia atmosfery, badania planetarne.

## Zaplecze laboratoryjne
Instytut posiada dwa laboratoria: w Utrechcie i w Groningen.

## Departamenty – podział organizacyjny

### Astrofizyka Wysokich Energii
Dział Astrofizyki Wysokich Energii (ang. The High Energy Astrophysics (HEA)) zlokalizowany jest w Utrechcie od 1994 r., kiedy połączył się z inną grupą badawczą z Leiden. Grupa specjalizuje się w wytwarzaniu i integracji instrumentów operujących na promieniowaniu X (rentgenowskim) i promieniowaniu gamma, zazwyczaj zintegrowanych i latających na satelitach innych agencji kosmicznych. Od momentu uruchomienia, dział HEA jest odpowiedzialny za analizowanie danych zebranych przez instrument we współpracy z innymi naukowcami związanymi z danym projektem. Dział zatrudnia około 35 bezpośrednich pracowników.

### Astrofizyka Niskich Energii
Dział Astrofizyki Niskich Energii (ang. The Low Energy Astrophysics (LEA)) zajmuje się przede wszystkim analizowaniem danych z instrumentów czułych na podczerwień, wynoszonych na takich platformach jak samoloty, balony stratosferyczne, teleskopy naziemne i satelity.
Dział był odpowiedzialny za skonstruowanie instrumentu SWS (Short Wave Spectrometer – Spektrometr Fal Krótkich) dla misji Infrared Space Observatory (ISO) (Kosmiczne Obserwatorium Podczerwieni – działało od 17 listopada 1995 r. do 8 kwietnia 1998 r., misja osiągnęła zamierzone cele). Doświadczenie zdobyte przy tym instrumencie zapewniło działowi LEA kontrakt na inny instrument operujący w podczerwieni, przeznaczony do zainstalowania na pokładzie Kosmicznego Obserwatorium Herschela, które wyniesiono do punktu libracyjnego L2 w układzie Ziemia-Słońce w roku 2009.
W dziale tym zatrudnionych jest około 45 pracowników (dane na rok 2004).

### Nauki dotyczące Ziemi
Od 1991 r. SRON posiada własny dział specjalizujący się w naukach zorientowanych na Ziemię: Dział Nauk Zorientowanych na Ziemię (ang. Earth Oriented Science (EOS)). Główne dwie dyscypliny badań to:
1. studia nad składem fizycznym i chemicznym ziemskiej atmosfery
2. studia grawitacyjne Ziemi.

Dział był odpowiedzialny za zbudowanie i obsługę instrumentu SCIAMACHY (ang. SCanning Imaging Absorption SpectroMeter for Atmospheric CartograpHY – „Skanujący i obrazujący Spektrometr Absorpcji dla Ziemskiej Kartografii”) dla satelity Envisat (ang. ENVIronmental SATellite – „Satelita Środowiskowy”) (ESA) razem z niemieckimi i belgijskimi instytucjami badań kosmicznych. Z powodu wadliwego zaprojektowania struktury satelity, instrument został dotknięty skutkami degazacji (ang. outgassing) pochodzącej z satelity i zespół musiał włożyć dużo pracy w skalibrowanie błędnych danych otrzymywanych z instrumentu.
Dział posiada również dwa inne kontrakty z ESA na kalibrowanie i uzgadnianie danych otrzymywanych z dwóch próbników: GOCE (ang. Gravity Field and Steady-State Ocean Circulation Explorer – „Eksplorator Pola Grawitacyjnego i Spoczynkowej Cyrkulacji Oceanów”) i LISA Pathfinder (zmieniona nazwa próbnika SMART-2: ang. Small Missions for Advanced Research in Technology – „Małe Misje Zaawansowanych Badań w Technologii”), z których ten drugi może zapewnić działowi dodatkowy kontrakt na proponowaną kontynuację misji, jeśli próbna misja potwierdzi działanie zaimplementowanych technologii na poziomie akceptowalnym.

### Dział Badań i Technologii Sensorów
Działalność działu Badań i Technologii Sensorów (ang. Sensor Research and Technology, SR&T) skierowana jest na rozwijanie światowej klasy technologii dostępowych dla programów SRON z dziedziny astrofizyki wysokich i niskich energii oraz nauk zorientowanych na Ziemię.
Program badawczo-rozwojowy zawiera:
1. Spektrometr i odczyt obrazowania promieniowania X (rentgenowskiego) – rozwój tablicy kriogenicznego mikrokalorymetru dla spektroskopii promieniowania X (rentgenowskiego) i multipleksowana elektronika odczytująca niezbędna dla takiej tablicy. Te działania skupione są na zastosowaniu w planowanej na rok 2017 misji ESA: XEUS (ang. X-ray Evolving Universe Spectroscopy mission – „Spektroskopia Rozwoju Wszechświata w Promieniowaniu X”)
2. Oprzyrządowanie heterodynowe – rozwój wykrywaczy heterodynowych promieniowania mikrofalowego (zwanego też czasem submilimetrowym) zawiera miksery Bolometru Gorących Elektronów (ang. Hot Electron Bolometer, HEB) dla zakresu częstotliwości fal 1,0 – 10,0 GHz oraz Zintegrowane Odbiorniki Nadprzewodzące (ang. Superconducting Integrated Receivers (SIR)) dla pasma częstotliwości 0,3 – 1,0 THz. Miksery HEB oraz detektory SIR znajdą zastosowanie w (przyszłych) astrofizycznych misjach niskich energii i misjach badania składu chemicznego atmosfery (takich jak TELIS, ang. TErahertz and sub-millimeter LImb Sounder – „Terahercowa i Mikrofalowa Sonda Limbu”)[1].
3. Detektor obrazujący dla obserwacji mikrofalowych – ta linia badań koncentruje się na Detektorze Induktancji Kinetycznej (ang. Kinetic Inductance Detector (KID)), który prowadzi do detektora bezpośredniego obrazowania dla ograniczonych tłem mikrofalowych obserwacjach przewidywanych w przyszłych misjach wykorzystujących chłodzone teleskopy.

### Dział Inżynierii
Głównym zadaniem Działu Inżynierii (ang. Engineering Division (ED)) jest zapewnienie wysoko wykwalifikowanych specjalistów i innowacyjnych technologii dla urządzeń kosmicznych Instytutu SRON i projektów związanych z badaniami czujników. Główne zadania eksperckie obejmują projektowanie i symulację analogowych i cyfrowych urządzeń elektronicznych, projektowanie i tworzenie oprogramowania, wytwarzanie układów elektronicznych i osprzętu, projektowanie i wytwarzanie elementów mechanicznych, mechatronicznych i składanie urządzeń.

## Budżet
Roczny budżet Instytutu (dane z 2008 r.) to: podstawowe subsydium NWO 13,9 mln €, subsydium dodatkowe 1,6 mln €, wkład Uniwersytetu Utrechckiego 0,4 mln €, wkład Uniwersytetu Groningeńskiego 0,3 mln €, inne przychody: 3,2 mln €.

## Pracownicy
W grudniu 2009 r. Instytut zatrudniał 215 pracowników, w tym: 102 naukowców, 63 inżynierów i 50 innych osób.

## Publikacje
Publikacje (2010): 170 referowanych artykułów, 35 publikacji w materiałach konferencyjnych, 30 innych publikacji, 114 ustnych publikacji, 38 prezentacji plakatowych, 53 popularnych rozmów i artykułów.

## Misje kosmiczne
Instytut SRON do tej pory zaangażowany był w następujące misje kosmiczne:
1. ERS-2 (European Remote Sensing satellite) – satelita obserwacji Ziemi ESA, wystrzelony w 1995
2. ISO (Infrared Space Observatory) – kosmiczny teleskop pracujący w podczerwieni zbudowany przez ESA we współpracy z ISAS (weszła później w skład agencji JAXA) i NASA, wystrzelony w 1995
3. BeppoSAX – włoski sztuczny satelita do badań astronomicznych w promieniach rentgenowskich, wystrzelony w 1996
4. Chandra – teleskop kosmiczny NASA pracujący w zakresie promieni rentgenowskich, wyniesiony na orbitę w 1999
5. XMM-Newton – satelita ESA do obserwacji w ultrafiolecie i promieniowaniu rentgenowskim, wystrzelony w 1999
6. Envisat – satelita obserwacji Ziemi ESA, wystrzelony w 2002
7. Aura (EOS CH-1) – satelita NASA do obserwacji atmosfery ziemskiej, zbudowany we współpracy międzynarodowej, wystrzelony w 2004
8. MetOp – seria trzech satelitów meteorologicznych ESA, do tej pory wystrzelono dwa – w 2006 i 2012 roku
9. GOCE (Gravity Field and Steady-State Ocean Circulation Explorer) – klimatologiczny i geofizyczny satelita ESA, wystrzelony w 2009
10. Herschel – teleskop kosmiczny ESA wystrzelony w 2009
11. LISA Pathfinder – satelita technologiczny, który posłuży do przetestowania instrumentów do wykrywania fal grawitacyjnych, wspólna misja ESA i NASA, wystrzelony w grudniu 2015
12. Astro-H (Hitomi) – satelita do obserwacji rentgenowskich, budowany przez JAXA przy współudziale NASA i instytutów europejskich, wystrzelony w lutym 2016